# がんばれ!ベアーズ大旋風 -日本遠征-
『がんばれ!ベアーズ大旋風 -日本遠征』（原題：The Bad News Bears Go to Japan）は、1978年に公開されたアメリカ映画。

## 作品解説
『がんばれ!ベアーズ』シリーズ第3作。ベアーズが日本の少年野球チームと親善試合をするため来日するという設定。公開当時の題名は『がんばれ!ベアーズ 大旋風』『がんばれ!ベアーズ・大旋風』だったが、日本でのビデオ発売時に変更された。
2ヵ月に及ぶ日本ロケを実施したが、平安神宮、浅草寺、花園神社などの神社仏閣が盛んに登場し、トニー・カーティスが日本旅館に靴のまま上がろうとしたり、座敷にベッドがないと騒いだり、身長178センチと大して高くもないカーティスが二度も三度も鴨居に頭をぶつけるシーンが登場した。ステーキを食べるシーンでも若山に無意味にテーブルの花を切らせて「ハラキリ」という言葉を引き出したり、「ゲイシャ」というセリフをわざわざ挿入したり、相変わらずの「フジヤマ・ゲイシャ」など、時代錯誤も甚だしい描写となり大きく不評を買った。このため、配給のCICも気が引けたと見えて、前作の『がんばれ!ベアーズ 特訓中』と併映して公開している。

## 概要
一作目の監督で、今作ではプロデューサーにまわったマイケル・リッチーが、過去3度日本に来たこともある日本好きで、一作目が日本でヒットしたこともあり、商売的なことを考え、日本遠征が実現した。東映の岡田茂社長がパラマウントと交渉し、日本での製作を受注、全編の90%が日本で撮影された。撮影隊のスタッフは、アメリカ側17名、日本側が澤井信一郎（監督補佐）ら、東映東京撮影所から54名が参加。この他、トニー・カーティス、若山富三郎、ベアーズのメンバー10名、日本の少年野球チームに家族の付き添いなどで撮影には大変な人数が参加した。
若山富三郎の出演は、監督のジョン・ベリーが、若山主演の『帰ってきた極道』を観て、ぜひ出演してくれとオファーし、当時若山は東宝の『姿三四郎』の撮影や、帝劇の舞台があって忙しかったが、ジョン・ベリーに帝劇の楽屋まで来て口説かれ、「ファミリーで観れる映画だから」などと説得され出演を受けた。
1977年9月3日、京王プラザホテルで記者会見があり、ジョン・ベリー監督、トニー・カーティス、若山富三郎、石原初音、王貞治、アントニオ猪木、荒川尭が出席。監督と主演が来日して出席していることから、この記者会見の前後からクランクインしたものと見られ、1977年10月12日ぐらいまで撮影を行うと発表された。また1977年9月23日に川崎球場で2万8000人を集めて試合のシーンを撮影したいので多数の参加をお願いしたいとPRがあった。
京都ロケはベアーズの人気を煽ろうとマスコミを招待して4日間、平安神宮→伏見稲荷大社→霊山観音→知恩院というコースをロケバス20台で回った。
撮影は監督のジョン・ベリーと監督補佐の澤井信一郎、トニー・カーティスの意見が衝突ぎみで、ジョン・ベリーは大声を上げてイライラし、若山富三郎がおどけて場を和らげるという構図だった。
メイン・スタッフはアメリカ側で、カメラはジーン・ポリトが来日し途中までを撮っていた。しかしポリトが監督とケンカして帰国し、以降はピンチヒッターとして『ザ・ヤクザ』でアメリカのやり方を知る岡崎宏三が撮影を担当した。アメリカではよくあることだという。アメリカの映画は一日の撮影に映画一本の完成分の長さを撮る。完成分の30倍～40倍のフィルムを使う贅沢ぶりで、日本側のスタッフ、キャストを驚かせた。

## ストーリー
ある日テレビで、日本に行きたいけど困っているというベアーズメンバーの告白を見た芸能エージェント・マービンは、ベアーズメンバーをビバリーヒルズのホテルに招き、計画を立てた。マービンと共に日本へ旅立ったベアーズは早速全日本少年野球チームと対面するが、練習試合は散々な結果となる。宇宙での中継を狙ってアントニオ猪木とプロレス対決したり、『オールスター家族対抗歌合戦』に出場した日本チームが紙吹雪の洗礼を受けたり・・・と、すったもんだがあった中、ベアーズは日本チームとの対戦に挑む！

## キャスト
※括弧内は日本語吹替。

### ベアーズメンバー
- ケリー・リーク：ジャッキー・アール・ヘイリー（村山明）
- エンゲルバーグ：ジェフリー・ルイス・スター（山本圭子）
- E.R.W・ティリヤード：マッシュー・ダグラス・アントン
- ジミー・フェルドマン：ブレッド・マルクス
- ルディ・ステイン：デイヴィッド・ポロック
- トビー・ホワイトウッド：デイヴィッド・スタンボー
- ムスタファ・ラヒム：スクーディ・ソーントン

### その他
- マービン：トニー・カーティス（広川太一郎）
- テレビ局の責任者：ジョージ・ワイナー（仲木隆司）
- ルイ：ロニー・チャップマン（平林尚三）
- 清水監督：若山富三郎
- アリカ：石原初音
- アントニオ猪木
- 萩本欽一
- 高木しげ美
- ジェリー藤尾一家(ジェリー藤尾、渡辺友子、藤尾美紀、藤尾亜紀)
- 若原一郎一家(若原一郎、若原瞳)
- 古関裕而
- ダン池田
- 水の江瀧子
- 立川清登
- 藤原喜明
- 大前均
- 天津敏
- 日本語吹替版その他：塩沢兼人、屋良有作、川浪葉子、沢木郁也、広瀬正志、清川元夢、糸博、岡和男 ほか
- 日本語吹替版制作スタッフ 演出：春日正伸、翻訳：飯嶋永昭、制作：東北新社
- テレビ初回放送日：1982年8月7日(土) フジテレビ『ゴールデン洋画劇場』

## テレビ放映
地上波のキー局では『木曜洋画劇場』（テレビ東京）で、1985年3月21日に放送されている。このときもタイトルは『がんばれ!ベアーズ・大旋風』だった。

## 作品の評価
『週刊平凡』は「引率のコーチが金儲けばかり考えているという設定なので、子供たちの無邪気さよりもコーチのこざかしさばかりが目立つ。これがあの傑作『がんばれ!ベアーズ』の一編かと思うとガクゼンとする」などと評した。

## 備考

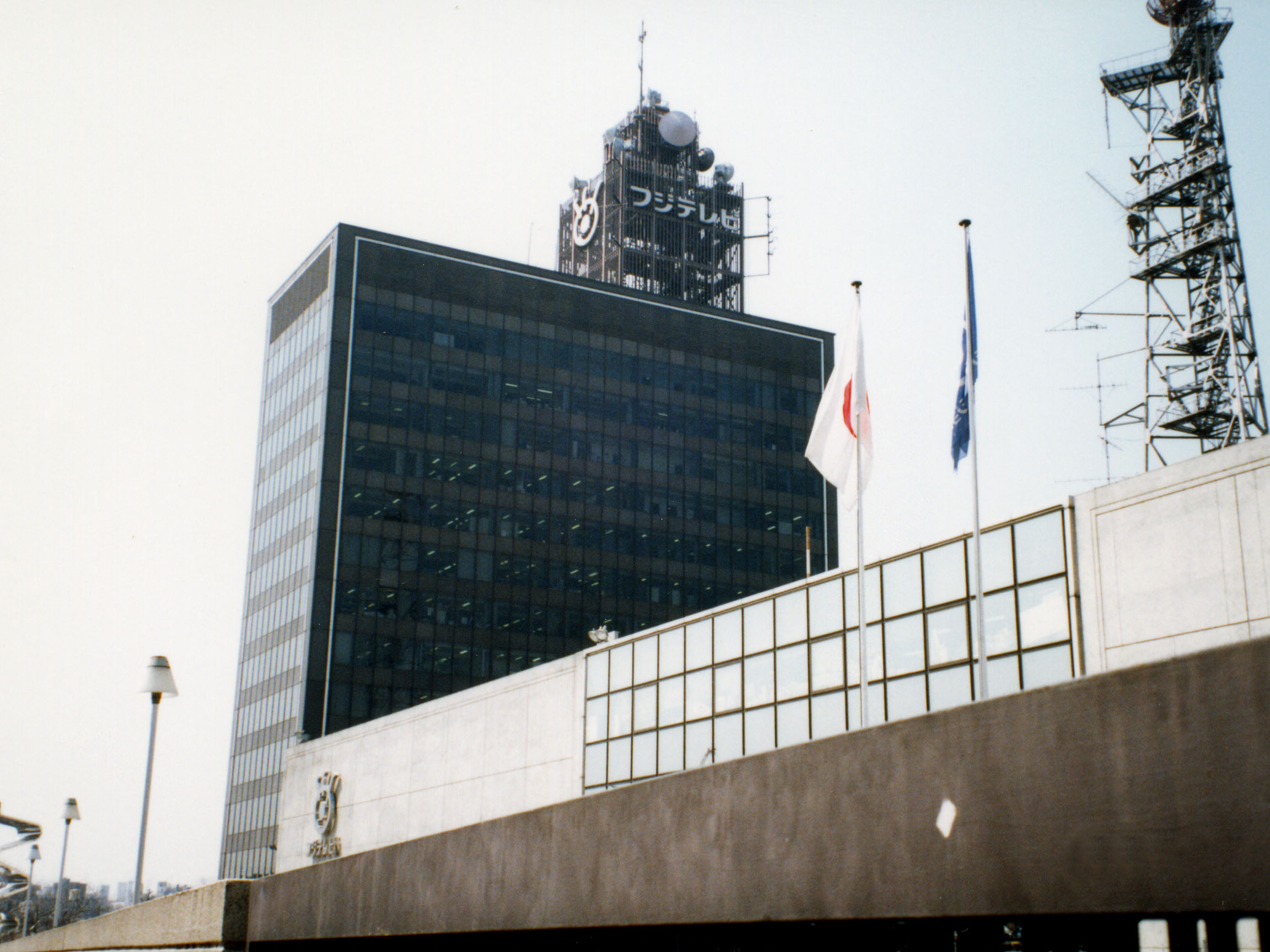
劇中に登場した『オールスター家族対抗歌合戦』の収録が行われたフジテレビジョン河田町旧社屋（1991年の写真）

- 劇中で『オールスター家族対抗歌合戦』に出演した全日本少年野球チームの監督が、黒田節を歌うシーンがある。
- 劇中での野球の試合は川崎球場が舞台となり[4]、京都ロケの後、1977年9月23日に撮影が行われ[6]、観客2万8000人を集めた[4]。
- アントニオ猪木とベアーズのプロレスシーンはアメリカで撮影が行われた[4]。
- 劇中の怪獣が出てくる日本のCMに『宇宙大怪獣ギララ』の映像が流用されている。